# Jan Safarewicz
Jan Safarewicz (ur. 8 lutego 1904 w Dyneburgu, zm. 9 kwietnia 1992 w Krakowie) – polski językoznawca, profesor Uniwersytetu Jagiellońskiego, członek Polskiej Akademii Nauk.

## Życiorys
Urodził się w rodzinie Romualda (urzędnika podatkowego, z wykształcenia filologa klasycznego) i Wandy z Golińskich. Po wczesnej śmierci rodziców wychowywali go stryj Aleksander (bakteriolog, profesor Uniwersytetu Wileńskiego) i jego żona Janina z Golińskich (jednocześnie siostra matki, gdyż siostry Golińskie poślubiły braci Safarewiczów). Uczęszczał do Gimnazjum im. Króla Zygmunta Augusta w Wilnie, po jego ukończeniu (1922 r.) podjął studia z językoznawstwa i filologii klasycznej na Uniwersytecie Wileńskim; naukę uwieńczył doktoratem filozofii w 1927 r. na podstawie pracy De inscriptione I. G II 971. W latach 1927–1930 uzupełniał studia na uniwersytecie w Paryżu (m.in. u Emile Benveniste). W 1932 habilitował się na Uniwersytecie Wileńskim (praca Le rhotacisme latin) i został docentem w Katedrze Językoznawstwa Indoeuropejskiego.
W 1935 przeniósł się na Uniwersytet Jagielloński, gdzie objął kierownictwo Katedry Językoznawstwa Indoeuropejskiego; w 1937 otrzymał nominację na profesora nadzwyczajnego, w 1948 na profesora zwyczajnego. Wykładał także na tajnym Uniwersytecie Jagiellońskim (1942–1945). W 1948 r. przeszedł do Katedry Językoznawstwa Ogólnego (kierował nią w latach 1965–1973); dwukrotnie pełnił funkcję dziekana Wydziału Filologicznego (1954–1956 i 1963–1964). W latach 1952–1967 był przewodniczącym Rady Naukowej Pracowni Słownika Łaciny Średniowiecznej PAN.
Od 1945 był członkiem Polskiej Akademii Umiejętności (1945 członek korespondent, 1951 członek czynny), w 1989 został członkiem reaktywowanej Akademii. W 1958 został członkiem korespondentem PAN (1964 członek rzeczywisty); w latach 1971–1974 przewodniczył Komitetowi Językoznawstwa PAN. W latach 1969–1981 był redaktorem naczelnym czasopisma Język Polski, a od 1976 do śmierci redaktorem naczelnym rocznika Acta Balto-Slavica. W 1982 został również członkiem reaktywowanego Towarzystwa Naukowego Warszawskiego. Ponadto działał m.in. w Polskim Towarzystwie Językoznawczym (prezes 1958–1961 i 1966–1968) i Towarzystwie Miłośników Języka Polskiego (prezes 1969–1984). Państwowy Uniwersytet Wileński (1979) i Uniwersytet Jagielloński (1985) nadały mu doktorat honoris causa. 
W pracy naukowej zajmował się językoznawstwem krajów bałtyckich, językoznawstwem romańskim, językoznawstwem indoeuropejskim, gramatyką historyczną, językoznawstwem ogólnym, latynistyką i hellenistyką. Był cenionym w Europie językoznawcą, wybitnym filologiem klasycznym – zwłaszcza znawcą gramatyki historycznej języka łacińskiego.
Zmarł w Krakowie, pochowany na cmentarzu Rakowickim (kwatera V-18-8).
Był mężem Haliny ze Szczepowskich, I voto Datko (ślub 19 lipca 1932), prof. filologii rosyjskiej UJ; mieli córkę Wandę (1936–2024), I voto Dawidkową, II voto Baczkowską, historyka, pracownik Archiwum Uniwersytetu Jagiellońskiego, autorkę 43 biogramów w Polskim słowniku biograficznym. Pasierbicą Jana Safarewicza była Halina, zamężna Krzanowska, embriolog.

## Najważniejsze dzieła
- Gramatyka historyczna języka łacińskiego, część 1 (współautor Jan Otrębski, Warszawa 1937), część 2 Składnia (Warszawa 1950).
- Zarys gramatyki historycznej języka łacińskiego. Fonetyka historyczna i fleksja (Warszawa 1953) – tłumaczenie na język niemiecki pt. Historische lateinische Grammatik (Halle 1969).
- Studia językoznawcze (Warszawa 1967) – tłumaczenie na język angielski pt. Linguistic Studies (The Hague 1974).
- Zarys historii języka łacińskiego (Wrocław 1986).

## Ordery i odznaczenia
- Order Sztandaru Pracy I klasy
- Krzyż Komandorski Orderu Odrodzenia Polski (1962)[6]
- Krzyż Kawalerski Orderu Odrodzenia Polski (28 września 1954)[7]
- Medal Niepodległości (16 marca 1937)[8]
- Medal 10-lecia Polski Ludowej (15 stycznia 1955)[9]
- Medal Komisji Edukacji Narodowej
- Medal im. Mikołaja Kopernika PAN (1977)